# Giulia Bonarelli
Giulia Bonarelli (Ancona, 6 maggio 1892 – Bolzano, 19 agosto 1936) è stata un medico italiano, prima donna laureata in medicina e chirurgia ad Ancona e ad essersi iscritta all'Ordine dei medici di Ancona, il 7 agosto 1916.

## Biografia

### Famiglia e formazione

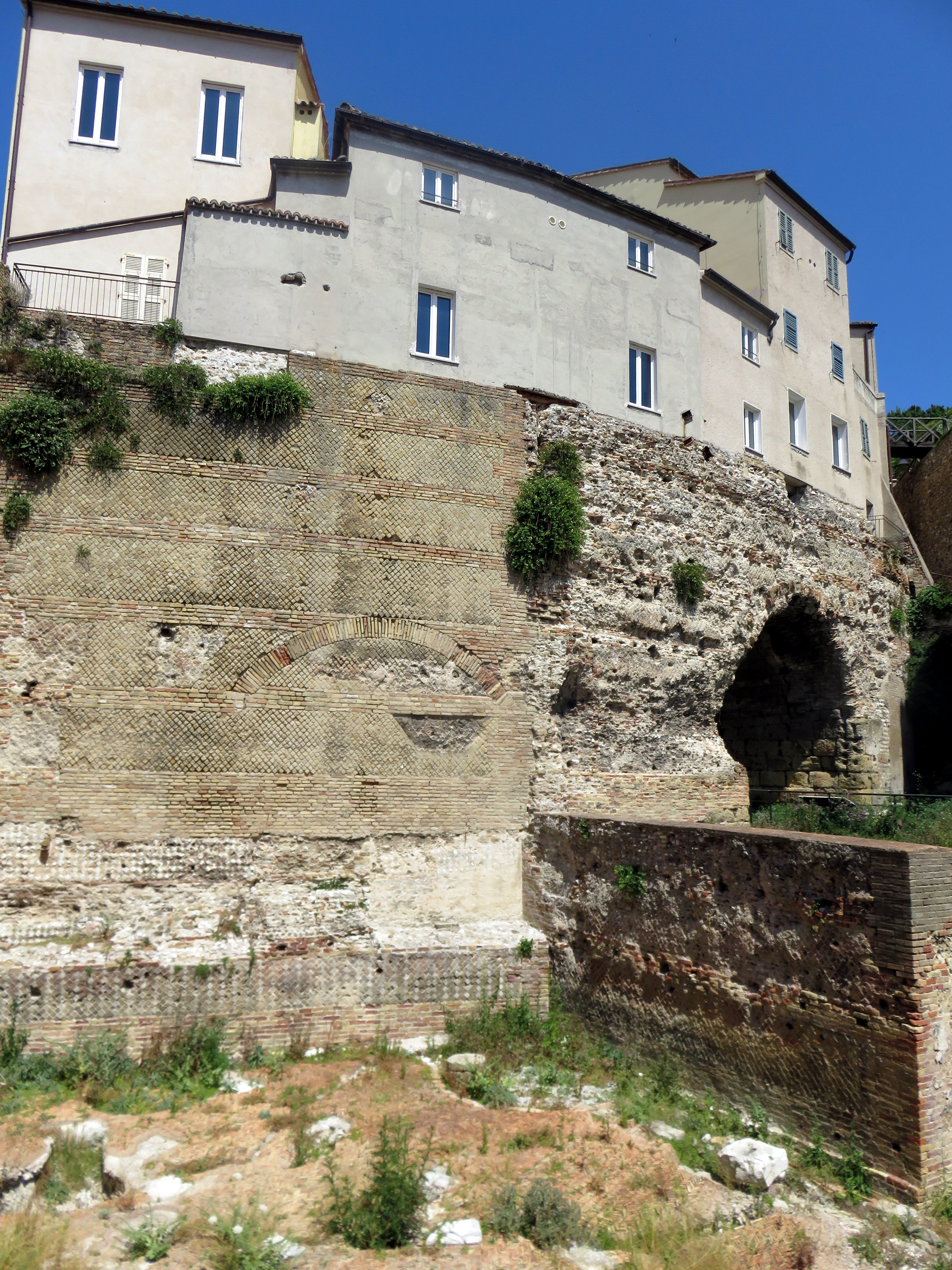
Cantine della famiglia Bonarelli, Arco dell'Anfiteatro romano, Ancona.

Giulia, seconda di tre figli, nasce ad Ancona il 6 maggio 1892 dalla nobile famiglia Bonarelli. Da diverse generazioni i Bonarelli vivevano sul colle del Guasco, la parte più antica della città. Il padre, Guglielmo Bonarelli (1862-1933),  noto avvocato e politico di fede monarchica, sindaco per due brevi periodi tra il 1910 e il 1911, dopo aver sposato Giuseppina Boldrini (1864-1957), scelse di trasferirsi nella nuova Ancona nell’appartamento di uno stabile situato di fronte al palazzo di Giustizia costruito tra il 1883 e il 1884. Giulia Bonarelli, cosi come il fratello maggiore Vittorio Emanuele e la sorella minore Virginia, laureati rispettivamente in scienze politiche e chimica, si dedica agli studi. Frequenta brillantemente il liceo classico Carlo Rinaldini, diventando l'unica donna diplomata della sua classe.

### Matrimonio e inizio degli studi
Nell'autunno del 1910 si iscrisse alla facoltà di Medicina e Chirurgia dell'Università di Bologna, scelta reputata piuttosto inconsueta per una donna in quegli anni. In questo periodo conosce Gustavo Modena, personaggio di spicco in campo medico in quanto vice-direttore del nuovo manicomio di San Lazzaro di Ancona, diventandone la "compagna della vita e del lavoro". Lo assistette nel suo impiego grazie ai suoi spiccati interessi per le materie scientifiche. I due si sposarono con rito civile il 9 dicembre 1911, essendo lei cattolica e lui laico.

### Conclusione degli studi ed esperienze all'estero
Dopo la celebrazione delle nozze, i due si dedicarono per un periodo alla ricerca, a Francoforte, in Germania,  presso l'Istituto neurologico di Ludwig Edinger che al tempo attirava studiosi di tutta Europa. Al ritorno in Italia, Gustavo Modena viene nominato direttore del manicomio e Giulia Bonarelli poté completare i suoi studi universitari, laureandosi a pieni voti nel 1916, con una tesi sperimentale dal titolo: "Influenza dell'alimentazione a riso brillato sul sistema nervoso". Poco dopo i coniugi partirono per Parigi, dove la Bonarelli iniziò a lavorare presso la clinica neurologica di Pierre Marie nella quale apprese le nuove tecniche di elettrodiagnosi ed elettroterapia.

### Grande guerra e centro neurologico
Durante la Grande Guerra, ritornò ad Ancona ed iniziò a lavorare come volontaria nell'ospedale militare fatto aprire dal marito all'interno del manicomio che progressivamente ampliò e trasformò in centro neurologico. Questa divenne per Giulia un'importante esperienza di crescita umana e professionale. Nel centro neurologico Giulia Bonarelli inizia ad occuparsi di numerosi pazienti utilizzando principalmente tecniche di elettroterapia e ginnastica medica apprese in Francia. Ottenne i migliori risultati con pazienti fisiopatici, senza un'evidente lesione nervosa. Risultati che condividerà al Convegno nazionale per l'assistenza agli invalidi di guerra, svoltosi a Milano nel 1918, al quale è l'unica donna a partecipare.

#### Il "Metodo di dolcezza"
Nell'articolo "Terapie delle forme fisiopatiche", Bonarelli descrive le manovre dolorose ma necessarie a cui i pazienti fisiopatici erano sottoposti. A causa dei continui rifiuti di sottoporsi ai trattamenti terapeutici da parte dei pazienti, la dottoressa fu spesso costretta ad avvalersi di ufficiali medici superiori in divisa con conseguente umiliazione della sua dignità professionale. Decise, dunque, di sperimentare quello che fu definito da lei stessa come "metodo di dolcezza", non autoritario e coercitivo, ma più collaborativo, che le consentì di trattare personalmente un maggior numero di pazienti con ottimi risultati:
(Giulia Bonarelli)

### Dopo guerra e manicomio
Sempre come volontaria, al termine della guerra, la dottoressa Bonarelli assume all'interno del manicomio di Ancona la carica di responsabile del gabinetto di elettroterapia dell'ambulatorio neuropsichiatrico, un servizio di cura e prevenzione gratuito ed ispirato alla medicina sociale che accoglieva pazienti proveniente dalla città e dalla provincia. Visitando principalmente bambini e adolescenti utilizzò l'elettroterapia come tecnica attenuante per gli effetti della poliomielite o paralisi infantile, riportando i positivi risultati durante la riunione della Società medico-chirurgica di Ancona nel marzo del 1924. Nel 1932 riaffronta la poliomielite con una casistica più ampia di bambini aggiungendo alle precedenti cure la radioterapia. Contemporaneamente continuò ad essere un'importante collaboratrice nella gestione del manicomio in situazioni d'emergenza come durante il terremoto del 30 ottobre 1930 e in occasioni d'incontro tra medici della città e provincia di Ancona.
Morì a Bolzano nel 1936, all'età di soli quarantaquattro anni.
Nel 2025, l’Ex Ospedale Civile Umberto I è stato intitolato, come Poliambulatorio dell’Azienda Sanitaria Territoriale di Ancona, a Giulia Bonarelli.

## Scritti principali
Durante il corso della sua carriera Giulia Bonarelli ha pubblicato numerose opere di carattere scientifico volte ad integrare la conoscenza di determinate tipologie di malattie e problematiche che le si presentarono nel corso degli anni. Le opere più celebri sono:
- "Neurologia di guerra in Francia": articolo pubblicato sulla Rivista sperimentale di freniatria del 1917 in cui la Bonarelli discute la letteratura prodotta in Francia sulla neurologia di guerra.
- "Il centro neurologico di lo Ancona": relazione dettagliata scritta insieme al marito dopo la chiusura del centro neurologico nel 1919. Spiega dettagliatamente l'attività svolta dai due medici con statistica dei pazienti e indicazioni sulle diverse terapie eseguite.
- "Terapia delle forme fisiopatiche": breve articolo del 1919 in cui vengono riportati gli ottimi risultati delle terapie utilizzate dalla Bonarelli con i pazienti fisiopatici.
- "Riflessi di automatismo midollare e speciale riguardo ai riflessi di automatismo nell'arto superiore": articolo pubblicato nella Rivista sperimentale di freniatria del 1922 che riguarda il caso clinico di un adolescente che aveva perso l'uso del braccio sinistro in seguito ad una caduta.
- "Forme larvate di encefalite": comunicazione fatta al XVI Congresso della Società italiana di freniatria nel 1923 sull'ipotesi che la malattia di Parkinson sia dovuto a forme di encefalite passate inosservate.[11]

La dottoressa Bonarelli oltre ad essere esperta di medicina si interessa con successo anche agli studi umanistici pubblicando:
- "La contea di Montegallo presso Offagna": primo articolo di Giulia Bonarelli ad essere pubblicato in "Rassegna marchigiana" nel 1922. Viene definito il primo studio organico sui giardini storici marchigiani, dando anche un'esatta descrizione di tipologie di ville.[12]
- "La medicina di Erasistrato": articolo pubblicato nel 1926 nell'Illustrazione medica italiana che ci permette di parlare di un caratteristico aspetto della donna, quello della traduttrice di greco. Tale pubblicazione è infatti una vera e propria traduzione di un dialogo immaginario del filosofo Bernard le Bouyer de Fontenelle tra Erasistrato e William Harvey.[11]